# Deutsches Meisterschaftsrudern 1908
Das 27. Deutsche Meisterschaftsrudern wurde 1908 in Hamburg ausgetragen. Es wurden Medaillen in sechs Bootsklassen vergeben.

## Medaillengewinner
| Bootsklasse            | Gold | Silber | Bronze |
| ---------------------- | --- | --- | --- |
| Einer                  | Rudolf Lucas (RV Sturmvogel Karlsruhe) | Sigismund Thiemann (Potsdamer RC) | keine weiteren Boote im Ziel |
| Doppelzweier           | RG Wiking Berlin Bernhard von Gaza Carl Ekkehard Ernst | Ruder-Club Allemannia von 1866 Georg Frank Carl Lesenberg | keine weiteren Boote |
| Zweier ohne Steuermann | Ludwigshafener RV von 1878 Hermann Wilker Otto Fickeisen | Berliner RC Martin Stahnke Wilhelm Düskow | Mannheimer RG Karl Rau A. Weltz |
| Vierer ohne Steuermann | Ludwigshafener RV von 1878 Fritz Welker Fritz Hering Hermann Wilker Otto Fickeisen                                                                                             | keine weiteren Boote | keine weiteren Boote |
| Vierer mit Steuermann  | Mainzer RV Friedrich Weber-Mönchhof Philipp Schreiner Oskar Cordes Lorenz Eismayer Johan Baptist Strohschnitter (Stm.)                                                         | keine weiteren Boote | keine weiteren Boote |
| Achter                 | Mainzer RV Ludwig Kaltenbach Hans Reiß Hans Kaltenbach Milo Eckold Oskar Cordes Philipp Schreiner Friedrich Weber-Mönchhof Lorenz Eismayer Johan Baptist Strohschnitter (Stm.) | Frankfurter RG Germania 1869 Julius Sigg Karl Kruck Otto Müller Fritz Oppermann Christoph Drechsler Hermann Bohn Wilhelm Witzel Albert Graef Conrad Schecker (Stm.) | RC Kosmos Hamburg Hans Henckell Bruno Günther Robert Dickhaut Martin Martens Johannes Rohde Hans Heinrich Heinrich Reichelt Harry Elvers Otto Harms (Stm.) |